# 明尼蘇達城 (明尼蘇達州)
明尼蘇達城（英語：Minnesota City）是一個位於美國明尼蘇達州威諾納縣的城市。

## 歷史
明尼蘇達城的郵局自1852年營運至今。此地得名自明尼蘇達領地。

## 人口
根據2020年美國人口普查的數據，明尼蘇達城的面積為0.64平方千米，皆為陸地。當地共有人口202人，而人口密度為每平方千米316人。